# Flo Rida
Flo Rida (wymowa: /floʊ ɹaɪdə/), właśc. Tramar Lacel Dillard (ur. 16 września 1979) – amerykański raper i autor tekstów. Największą popularność przyniósł mu singel „Low” z pierwszego albumu studyjnego Mail on Sunday.
Wraz z Senhit reprezentował San Marino podczas 65. Konkursu Piosenki Eurowizji (2021) z piosenką „Adrenalina”. Zdobył 22. miejsce w finale z dorobkiem 50 punktów.

## Życiorys
Urodził się w Carol City na Florydzie. Wychowywała go matka, a razem z siostrami śpiewał w lokalnej grupie gospel. Dillard swoją karierę rozpoczynał jako nastolatek, występując z lokalną grupą 2 Live Crew. W dziewiątej klasie założył własną grupę Groundhoggz, złożoną ze swoich przyjaciół. Został jednak odrzucony przez kilka wytwórni, więc szukał innego zajęcia poza muzyką. Po ukończeniu liceum w 1998, przez dwa lata studiował z zarządzania w międzynarodowym businessie na uniwersytecie w Las Vegas. Po telefonie z niezależnej wytwórni płytowej Poe Boy Entertainment rzucił naukę i wrócił na Florydę. Dillard podpisał kontrakt z Poe Boy w 2006 i jako Flo Rida rozpoczął pracę między innymi Rickiem Rossem, Triną, T-Painem i Trickiem Daddym. Następnie singiel promocyjny „Birthday”, który nagrał z Rickiem Rossem. Potem pojawił się na płycie DJ Khaleda zatytułowanej We the Best w utworze „Bitch I'm from Dade County”.
Pierwszym singlem Flo Ridy był „Low”, nagrany z gościnnym udziałem T-Paina. Dotarł do szczytu listy Billboard Hot 100 i znajdował się na tej pozycji przez siedem następnych tygodni. Singel znajdował się na pierwszym miejscu również w Australii, Irlandii, Kanadzie i Nowej Zelandii. Dzięki temu że utwór został dobrze odebrany przez krytyków i radził sobie na listach przebojów, Flo Rida postanowił wydać swój debiutancki album zatytułowany Mail on Sunday. Oprócz T-Paina na albumie gościnnie wystąpił Timbaland, Lil Wayne, Sean Kingston, will.i.am i Trey Songz. Po sukcesie Mail on Sunday występował gościnnie u innych artystów. Pojawił się m.in. na solowej płycie Lady Gagi The Fame w utworze "Starstruck".

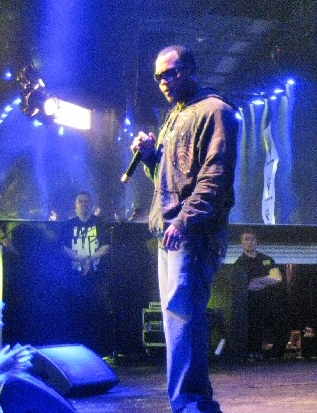
Flo Rida wykonujący "Right Round" w Finlandii.

Według magazynu Billboard, Flo Rida rozpoczął nagrywanie swojego drugiego albumu studyjnego dziewięć miesięcy po poprzednim. Album zatytułowany został R.O.O.T.S.. Miał on swoją premierę w marcu, a jego wydanie poprzedzono singlem "Right Round", który stał się wielkim przebojem na światowych listach przebojów. W piosence gościnnie pojawiła się Kesha. Album R.O.O.T.S. dotarła do pierwszej dwudziestki bestsellerów muzycznych w kilkunastu krajach, debiutując na pozycji ósmej Billboard 200, ze sprzedażą 55,000 kopii w pierwszym tygodniu. Na kolejne single z płyty wybrano "Sugar", "Jump" i "Be on You" oraz dwa single promocyjne "Shone" i "Available". Pod koniec 2009 poinformowano, że album sprzedał w Stanach Zjednoczonych w 247 tys. kopii, będąc tym samym dziewiątym najlepiej sprzedającym albumem hip-hopowym w 2009. W tym samym roku Tramar został zaproszony do nagrania drugiego singla Alexandry Burke "Bad Boys", który zadebiutował na pierwszej pozycji w notowaniu UK Singles Chart. Pod koniec roku album R.O.O.T.S. został nominowany do nagrody Grammy, w kategorii Najlepszy album rap.
Trzeci album Flo Ridy Only One Flo (Part 1) został wydany 24 listopada 2010. W marcu poinformował na Twitterze, że nowy album będzie zatytułowany The Only One. Magazyn Billboard dowiedział się, że będzie to podwójny album. Do promocyjnego singela "Zoosk Girl" z gościnnym udziałem T-Paina został nagrany teledysk chociaż utwór nie pojawił się na trzecim albumie. W czerwcu 2010 pojawił się pierwszy singel "Club Can’t Handle Me", wyprodukowany przez Davida Guettę. Utwór otrzymał pozytywne recenzje za tekst i uzależniającą muzykę. Singel bardzo dobrze radził sobie na europejskich listach przebojów, zajmując pierwsze miejsce w Irlandii i Wielkiej Brytanii. Przed oficjalną premierą płyty wydano drugi singel "Turn Around (5, 4, 3, 2, 1)", do którego nakręcono teledysk który po emisji w Wielkiej Brytanii musiał zostać ocenzurowany. 2 grudnia odbyła się premiera teledysku do "Who Dat Girl". Jest to trzeci singiel z albumu Only One Flo (Part 1), w którym gościnnie wystąpił Akon. W czasie pracy nad nowym albumem Flo Rida znalazł czas, aby nagrać utwór wspólnie z Cody Simpsonem "IYiYi" i brytyjskim girlsbandem The Saturdays "Higher".
W lipcu 2017 zadeklarował w wywiadzie, że jego piąty album jest nadal w przygotowaniu i że jest ukończony w 70%. 8 kwietnia ogłosił, że jest „gotowy w 88%” i nawiązał do daty premiery 6 stycznia 2021.
W marcu 2021 pojawił się gościnnie w piosence włoskiej piosenkarki Senhit pt. „Adrenalina”, która reprezentowała San Marino w 65. Konkursie Piosenki Eurowizji (2021). Tego samego miesiąca Flo Rida potwierdził chęć udziału w Konkursie Piosenki Eurowizji ze wspomnianym utworem.

## Dyskografia
- Mail on Sunday (2008)
- R.O.O.T.S. (2009)
- Only One Flo (Part 1) (2010)
- Wild Ones (2012)
- My House (2015)